# Telmatoscopus tersaceps
Telmatoscopus tersaceps és una espècie d'insecte dípter pertanyent a la família dels psicòdids.

## Descripció
- Mascle: de mida petita; ales d'1,27-1,37 mm de llargària, 0,45-0,52 d'amplada i molt tacades als extrems de la nervadura; sutura interocular arquejada; front amb una àrea pilosa trapezoïdal i amb una franja que s'estén fins al marge superior dels ulls; antenes de 0,95 mm de longitud i similars a Telmatoscopus steffani; fèmur més curt que la tíbia.
- La femella no ha estat encara descrita.

## Distribució geogràfica
Es troba a Indonèsia: Papua Occidental.